# Замок Маунтайн

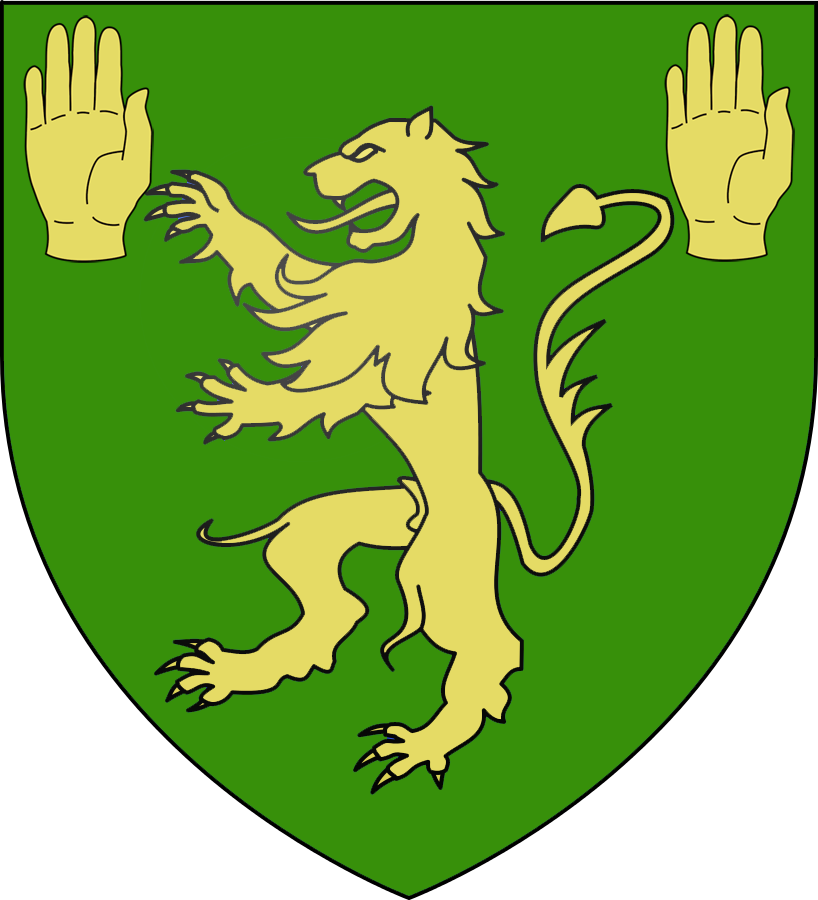
Герб вождів клану О'Кіфф (Ó Caoimh).

Замок Маунтайн (англ. Mountain Castle, Farnane Castle, ірл. Caisléan a 'tSléibhe) — замок Фарнейн, замок т-Слейбе — один із замків Ірландії, розташований в графстві Вотерфорд, між селищами Кампоквін та Дунгарван. Належав клану Мак Грах (Мак Грат). Збереглися кам'яні сходи, арочні двері, башта і оточуюча башту стіна.

## Історія замку Маунтайн

### XVI—XVII століття
Замок Маунтайн був збудований вождями клану Мак Грах у XVI столітті. Клан Мак Грах був сильним ірландським кланом, що володів великими територіями в графстві Вотерфорд до кромвелівського завоювання Ірландії. Іншим могутнім кланом, що мав великі володіння в цьому графстві був клан О'Браєн Комерах.
Донал Мак Грах жив у замку Маунтайн з 1537 року. Він був похований у Лісморі. Досі збереглися прикраси собору у Лісморі, які зробив Донал Мак Грах. На гробниці Донала Мак Граха є напис про те, що гробниця збудована в 1557 році Джоном та Кетрін Мак Грахами. Кетрін Мак Грах була дочкою Томаса Пендергаста.
Клан Мак Грах походить з королівства Томонд, де в XV столітті клан Мак Грах поступився владою і впливом клану О'Браєн, що володів короною Томонду. Клан Мак Грах орендував землі у феодалів ФітцДжеральд з Кнокманну, потім у графів Десмонд. На землях графів Десмонд вони збудували свою основну резиденцію — замок Маунтайн.
У 1628 році Філіп Мак Грах — нащадок у четвертому покоління Донала Мак Граха переселився з замку Маунтайн до замку Следі, що за легендою був побудований для його нової дружини — дочки лорда Вотерфорда, що відмовлялася переїхати до свого чоловіка до тих пір, доки не буде збудований замок гідний її статусу та титулу. Новий замок — замок Следі був скоріше укріпленим будинком, розкішним палацом, а не оборонною спорудою — збудований у формі хреста з чисельними арками, прикрасами та димарями.
Філіп переселився з замку Маунтайн, але продовжував орендувати ці землі у феодалів ФітцДжеральд. Невідомо, чи хтось в цей час жив у замку Маунтайн. У 1654 році у цих землях, а також на землях Куррах на Следі були 800 гектарів володінь Філіпа Мак Граха — «ірландського папіста». Є версія, що ці землі він придбав внаслідок шлюбу з дочкою лорда Вотерфорд. Філіп Мак Грах був відомий в Ірландії як Філіп на Тіда (ірл. — Phillib-na-Tsioda) — «Шовковий Філіп».

### Війни XVII століття
У 1641 році, всього лише через 13 років після завершення будівництва замку Следі спалахнуло повстання за незалежність Ірландії. Постання підтримали вожді ірландських кланів та «старі англійці» — нащадки англо-норманських феодалів, що лишилися вірними католицизму. Повстання жорстоко придушив Олівер Кромвель.
Під час війни в Ірландії в 1641—1652 роках Гаррет ФітцДжеральд як і більшість протестантів відмовились підтримати повстанців і надавали притулок англійським колоністам, що тікали від війни. Землі Гаррета ФітцДжеральда були захоплені повстанцями. У тому числі повстанці захопили замок Маунтайн. 8 травня 1642 року сер Річард Осборн писав графу Корк, що замок Маунтайн добре укріплений і має сильний гарнізон. Через місяць Х'ю Крокер повідомив, що в замку Маунтайн розміщуються загони Енамея.
Про Філіпа Мак Граха в часи війни джерела мовчать.
У вересні 1642 року виникло деяке затишшя у війні. Ірландські загони під проводом Феннелла зустріла англійські загони, що йшли в напрямку замку Маунтайн, очевидно з метою його захопити. Почалася перестрілка. Троє англійців були вбиті, а решта потрапили в полон. Полонених відвели в замок Дунгарван, потім у замки Каррік та Клонмель, а через 7 тижнів звільнили.
Проте, ці перемоги ірландців були тимчасовими. У 1647 році замок Следі був захоплений загонами лорда Інчіквін. У грудні 1652 року капітан Феннелл був страчений у графстві Корк.
Згідно з легендою, після смерті Філіпа Мак Граха в 1640-х роках, володіння землями перейшло до рук його брата Пірса, хоча вдова Філіпа та три його дочки продовжували жити в замку Следі. Одного разу вночі, як розповідає легенда, вони їхали до замку Клонмель, коли на цей замок напали рейдери. Ввійти в замок допомогла дівчина, що була закохана в сина ватажка рейдерів. Рейдери викрали офіцерів гарнізону замку а потім вбили їх. У допомозі рейдерам звинуватили леді Мак Грах і конфіскували всі її маєтки та землі.
Правда це чи вигадка, що клан Мак Грах активно підтримував повстанців, але конфіскація була неминучою — люди клану Мак Грах були католиками — «ірландськими папістами». У всіх католиків землі конфісковували.
Одним з нових власників замку та маєтків був сер Річард Осборн з Каппах, що одружився з одною з дочок вождя клану Мак Грах і частково відновив таким чином володіння клану Мак Грах.

### XVIII—XXI століття
Після конфіскації земля, яка раніше належала клану Мак Грах була розділена між лордами, що були протестантами і були лояльними до корони Англії. Серед них був і сер Річард Осборн. Загибель людей клану Мак Грах мала наслідком занепад їх замків, в тому числі замків Маунтайн та Следі. Замки були закинуті і стояли пусткою. У 1765 році в замку Следі поселився шкільний вчитель, що жив у замку сам.
Потім замок Маунтайн перейшов у власність поміщика Чарнлі. Поміщики Чарнлі орендували замок Маунтайн починаючи з XVIII століття. Потім замок перейшов у власність клану О'Кіфф. Останній О'Кіфф жив у замку Маунтайн до 1931 року. Еган у своєму путівнику по графству Вотерфорд писав у 1895 році, що замок Маунтайн є прекрасною резиденцією, де колись жив Джон О'Кіфф.
Родина О'Кіфф була ірландською католицькою родиною, але вони були далекі від доброчинності і ставились до селян орендарів жорстоко. Так у 1838 році О'Кіфф збільшив орендну плату і вигнав багатьох орендарів з земель які вони обробляли. За це селяни влаштували на нього замах 4 квітня 1838 року. У нього стріляли з пістолета, він отримав поранення і помер через 10 днів.
Не дивлячись на те, що О'Кіфф були жорстокими поміщиками і експлуататорами, онук Джона О'Кіффа, якого теж звали Джон, що жив у Баллімон-Лодж, що біля Дунгарвана, був обраний депутатом парламенту від Дунгарвана в 1874 році. Він помер перед черговими виборами до парламенту в 1880 році.
Останній з О'Кіфф, що жив у замку Маунтайн помер на початку 1930-х років. Замок поступово руйнувався — він роками стояв пусткою. Пізніше замок належав місцевій родині Волші. Нащадки Волші і тепер є власниками Мілл-Хаус, що біля Мілстріта, а потім замок купив Джеймс Доучі, який пізніше продавав замок і землю спекулянтам на початку 70-х років. Замок було придбано в 1973 році Джоан та Еммет Нугентами, які пішли на витрати і почали реставрацію замку. Вперше в 1978 році вони відкрили замок для громадськості і туристів як пансіонат.

### Легенди замку Маунтайн
Є чисельні легенди про замок Маунтайн, де фігурують привиди і моторошні події. Багато подій у цих легендах пов'язують з Банші (ірл. — Bean Sighe) — жінками з потойбічного світу, що з'являються перед людьми як провісниці смерті. Банші інколи переслідують певну родину. Банші іноді з'являються перед кимось і зачесують своє довге волосся, або просто кричать. щоб цей крик почула конкретна людина. Хто побачить це або почуєї їх крик, той приречений на смерть. Одну з цих історій записав Ніколас О'Керні в 1854 році. Згідно з цією легендою, кожен володар замку Маунтайн ірландського походження бачив перед смертю Банші. Крім того недалеко від замку є кам'яне крісло Банші, в якому вона періодично з'являється.